# 鹿児島県道65号南之郷志布志線
鹿児島県道65号南之郷志布志線（かごしまけんどう65ごう みなみのごうしぶしせん）は、鹿児島県曽於市から志布志市に至る県道（主要地方道）である。

## 概要
曽於市末吉町南之郷から志布志市志布志町帖に至る。

### 路線データ
- 起点：鹿児島県曽於市末吉町南之郷（鹿児島県道71号垂水南之郷線交点）
- 終点：鹿児島県志布志市志布志町帖（国道448号交点）

## 歴史
- 1958年（昭和33年）11月1日 - 鹿児島県告示第773号により路線認定[1]。
- 1993年（平成5年）5月11日 - 建設省から、県道南之郷志布志線・県道塗木大隅線の一部・県道柿ノ木志布志線の一部が南之郷志布志線として主要地方道に指定される[2]。

## 路線状況

### 重複区間
- 宮崎県道・鹿児島県道110号塗木大隅線（志布志市志布志町田之浦）

### 道路施設

#### トンネル
- 大性院隧道：延長259 m、1997年（平成9年）竣工、志布志市

## 地理

### 通過する自治体
- 曽於市
- 志布志市

### 交差する道路
| 交差する道路                                     | 市町村名 | 交差する場所   | 交差する場所 |
| ------------------------------------------------ | -------- | -------------- | ------------ |
| 鹿児島県道71号垂水南之郷線                       | 曽於市   | 末吉町南之郷   | 起点         |
| 宮崎県道・鹿児島県道110号塗木大隅線 重複区間起点 | 志布志市 | 志布志町田之浦 |              |
| 宮崎県道・鹿児島県道110号塗木大隅線 重複区間終点 | 志布志市 | 志布志町田之浦 |              |
| 鹿児島県道・宮崎県道112号今別府串間線            | 志布志市 | 志布志町内之倉 |              |
| 宮崎県道・鹿児島県道3号日南志布志線              | 志布志市 | 志布志町帖     | [ 注釈 1 ]   |
| 国道448号                                        | 志布志市 | 志布志町帖     | 終点         |

### 沿線
- 志布志市立田之浦小学校
- 田之浦ふるさと交流館
- 志布志市立森山小学校
- 志布志警察署 森山駐在所